# Bucerotidae
I Bucerotidi (Bucerotidae Rafinesque, 1815) sono una famiglia di uccelli appartenente all'ordine Bucerotiformes, dall'aspetto variopinto e con un grosso becco curvo. Il nome bucerotide si riferisce alla forma del loro becco, molto simile al corno di un bue (buceros in Greco). I bucerotidi vivono nelle zone tropicali e sub-tropicali dell'Africa e dell'Asia.

## Descrizione

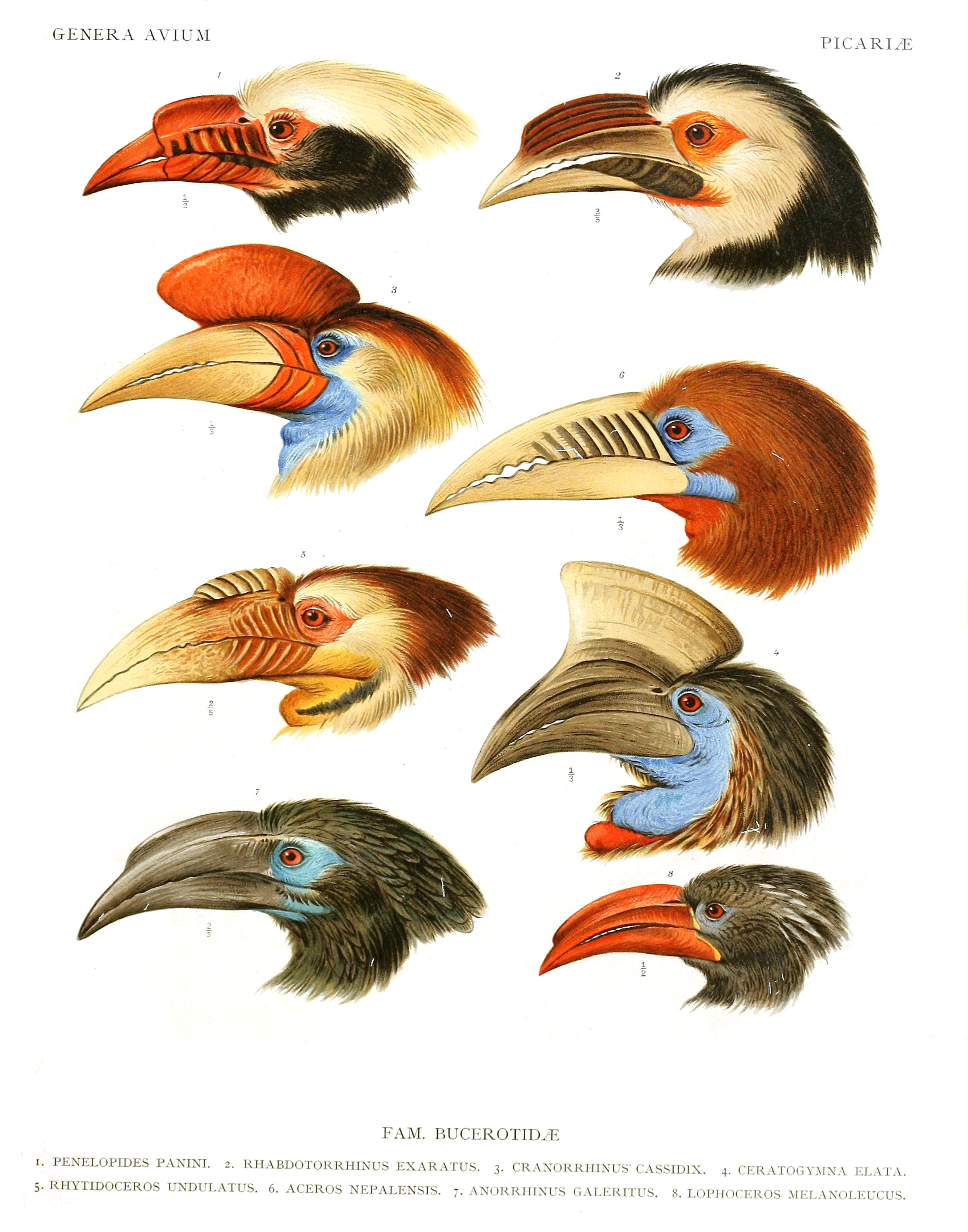
Fam. Bucerotidae: 1) Penelopides panini, 2) Rhabdotorrhinus exaratus, 3) Cranorrhinus cassidix, 4) Ceratogymna elata, 5) Rhytidiceros undulatus, 6) Aceros nepalensis, 7) Anorhinus galeritus, 8) Lophoceros melanoleucus.

Il tratto distintivo principale dei bucerotidi è il lungo becco, supportato da collo molto robusto; in molte specie il becco è sormontato da una sorta di "elmetto", una struttura cava molto vistosa in alcune specie, in altre appena visibile; nelle specie in cui l'"elmetto" è particolarmente evidente, esso ha la funzione di cassa di risonanza per i richiami.

Le dimensioni delle varie specie vanno dai 30 ai 120 cm di lunghezza, con un peso compreso tra circa 100 gr e oltre 4 Kg. Le femmine sono tipicamente più piccole dei maschi (dimorfismo sessuale).

Il piumaggio è tipicamente nero, grigio, bianco o marrone, mentre il becco e la testa possiedono colori molto vivaci.

I bucerotidi possiedono una visione binoculare e, al contrario di quanto accade per la maggior parte degli uccelli, il becco costituisce un ostacolo al loro campo visivo. Ciononostante, potendo vedere il loro stesso becco possono essere molto precisi nell'utilizzarlo, sia cacciando che combattendo.

## Biologia
Sono uccelli diurni, volano solitamente in coppia o in piccoli gruppi. In periodi lontani dalla stagione dell'accoppiamento, possono essere avvistati anche in stormi numerosi.

### Alimentazione
Sono onnivori, mangiano frutta, insetti e piccoli animali. Non essendo in grado di inghiottire il cibo catturato con la punta del loro becco a causa della loro lingua corta, lo fanno cadere direttamente in gola con un movimento rapido della testa.
Le specie che vivono nelle foreste si cibano prevalentemente di frutta, mentre quelle che vivono in spazi più ampi sono soprattutto carnivore. Alcuni bucerotidi difendono il proprio territorio, in particolare quelli più carnivori difendono il loro terreno di caccia.

## Distribuzione e habitat
L'areale della famiglia Bucerotidae spazia dall'Africa sub-sahariana fino all'Asia tropicale, nelle Filippine e nelle Isole Salomone.
La maggior parte delle specie africane vive nei terreni boschivi ai confini con la savana, e alcune possono persino vivere in ambienti molto aridi. Le specie rimanenti prediligono le foreste più dense.
Al contrario, in Asia, la quasi totalità delle specie vive nelle foreste, mentre una sola di esse vive nella savana.

## Tassonomia
La famiglia comprende 59 specie che in base ad una recente revisione tassonomica vengono suddivise nei seguenti 15 generi:
- Genere Tockus Lesson, 1830

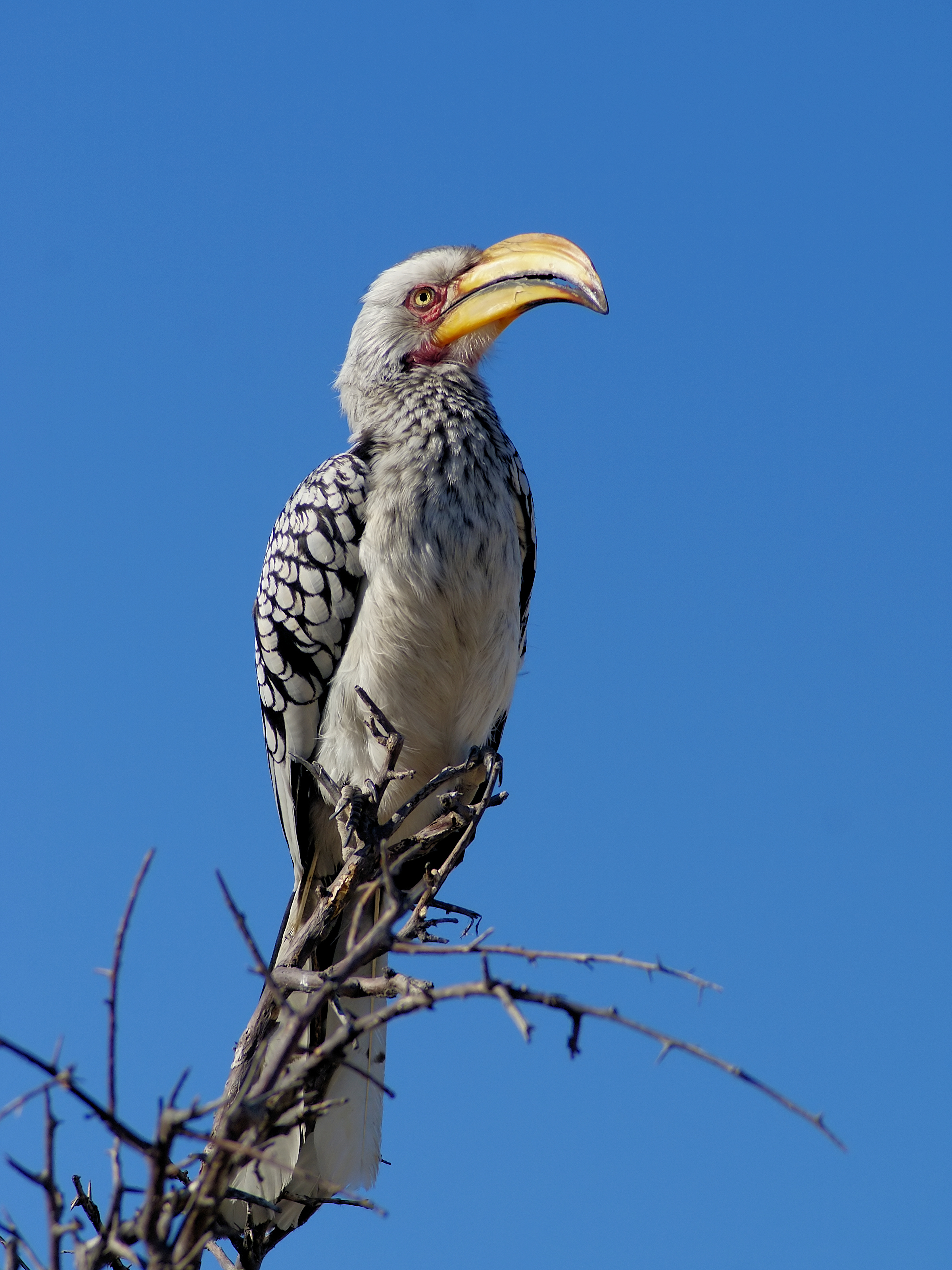
Tockus leucomelas

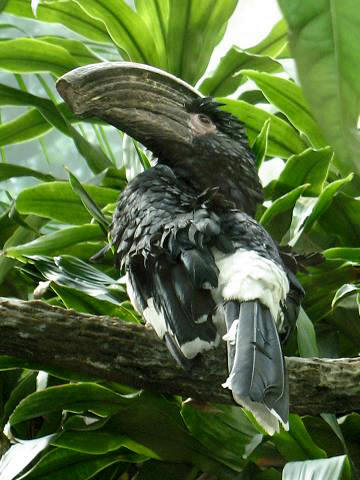
Bycanistes bucinator

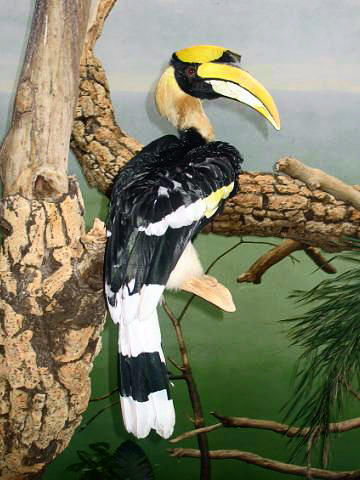
Buceros bicornis

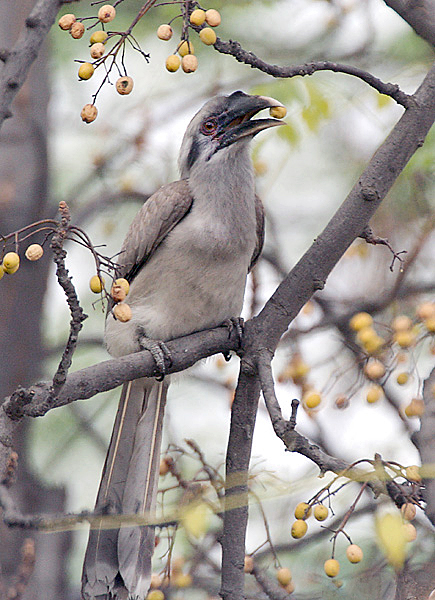
Ocyceros birostris

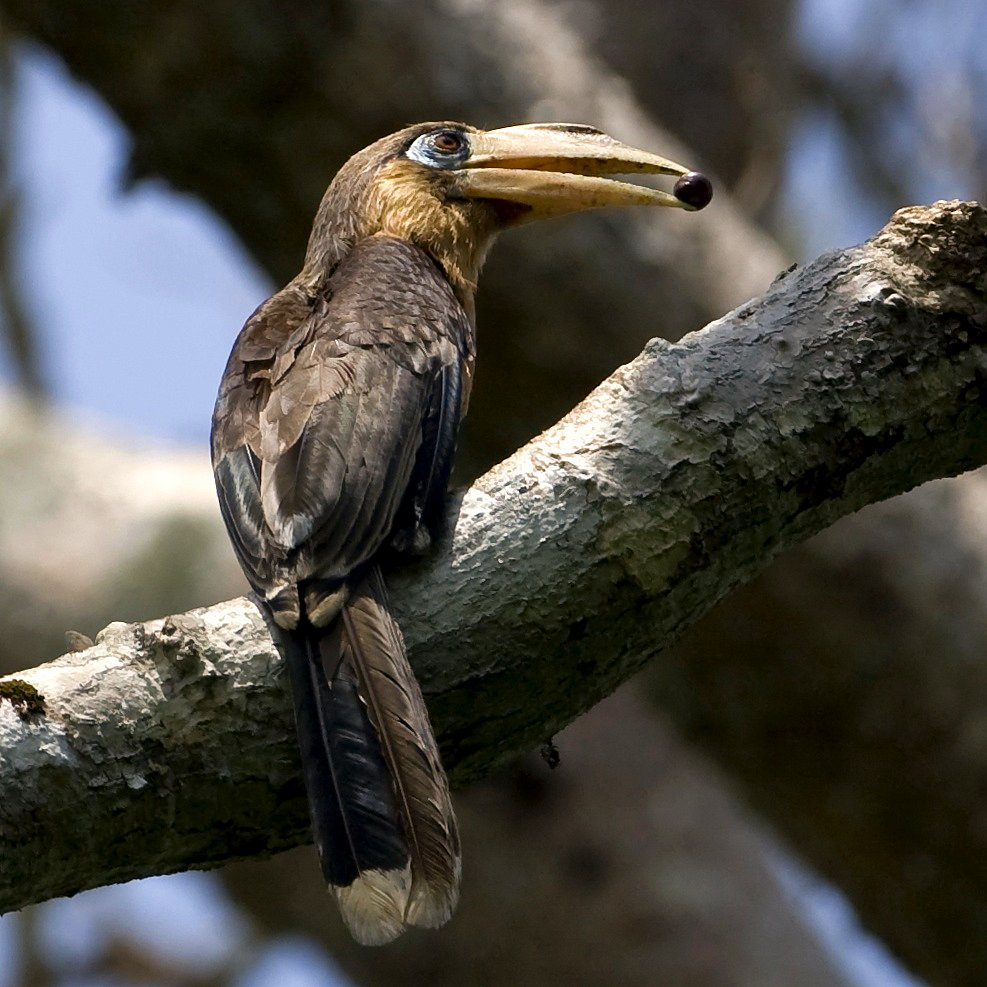
Anorrhinus tickelli

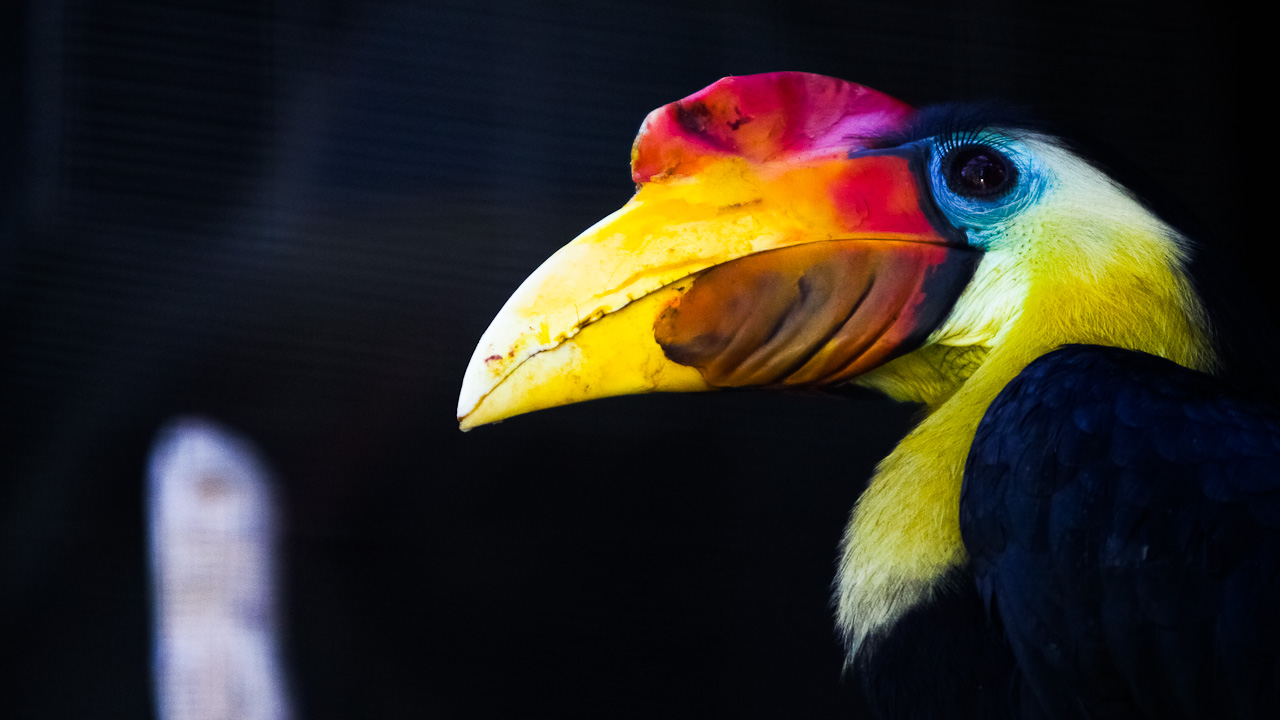
Rhabdotorrhinus corrugatus

  - Tockus ruahae Kemp & Delport, 2002 - buceretto beccorosso della Tanzania
  - Tockus kempi Tréca & Érard, 2000 - buceretto beccorosso occidentale
  - Tockus damarensis (Shelley, 1888) - buceretto beccorosso di Damara
  - Tockus rufirostris (Sundevall, 1850) - buceretto beccorosso meridionale
  - Tockus erythrorhynchus (Temminck, 1823) - buceretto beccorosso
  - Tockus monteiri Hartlaub, 1865 - buceretto di Monteiro
  - Tockus deckeni (Cabanis, 1868) - buceretto di Von der Decken
  - Tockus jacksoni (Ogilvie-Grant, 1891) - buceretto di Jackson
  - Tockus leucomelas (Lichtenstein, 1842) - buceretto beccogiallo meridionale
  - Tockus flavirostris (Rüppell, 1835) - buceretto beccogiallo orientale

- Genere Lophoceros Hemprich & Ehrenberg, 1833
  - Lophoceros bradfieldi (Roberts, 1930) - buceretto di Bradfield
  - Lophoceros alboterminatus Büttikofer, 1889 - buceretto codabianca
  - Lophoceros fasciatus (Shaw, 1812) - buceretto bianco e nero
  - Lophoceros hemprichii Ehrenberg, 1833 - buceretto di Hemprich
  - Lophoceros nasutus (Linnaeus, 1766) - buceretto nasuto
  - Lophoceros camurus (Cassin, 1857) - buceretto nano beccorosso
  - Lophoceros pallidirostris (Hartlaub & Finsch, 1870) - buceretto beccopallido

- Genere Bycanistes Cabanis & Heine, 1860
  - Bycanistes fistulator (Cassin, 1850) - bucero zufolatore
  - Bycanistes bucinator (Temminck, 1824) - bucero trombettiere
  - Bycanistes cylindricus (Temminck, 1831) - bucero guancebrune
  - Bycanistes albotibialis (Cabanis & Reichenow, 1877) - bucero dai calzoni bianchi
  - Bycanistes subcylindricus (P.L.Sclater, 1871) - bucero guancegrigie
  - Bycanistes brevis Friedmann, 1929 - bucero guanceargentate

- Genere Ceratogymna Bonaparte, 1854
  - Ceratogymna atrata (Temminck, 1835) - bucero dal casco nero
  - Ceratogymna elata (Temminck, 1831) - bucero dal casco giallo

- Genere Horizocerus Oberholser, 1899
  - Horizocerus hartlaubi (Gould, 1861) - buceretto di Hartlaub
  - Horizocerus albocristatus (Cassin, 1848) - buceretto crestabianca

- Genere Berenicornis Bonaparte, 1850
  - Berenicornis comatus (Raffles, 1822) - bucero crestabianca

- Genere Buceros Linnaeus, 1758
  - Buceros rhinoceros Linnaeus, 1758 - bucero rinoceronte
  - Buceros bicornis Linnaeus, 1758 - bucero maggiore
  - Buceros hydrocorax Linnaeus, 1766 - bucero rossiccio

- Genere Rhinoplax Gloger, 1841
  - Rhinoplax vigil (J.R.Forster, 1781) - bucero dall'elmo

- Genere Anthracoceros Reichenbach, 1849
  - Anthracoceros marchei Oustalet, 1885 - bucero di Palawan
  - Anthracoceros albirostris (Shaw, 1808) - bucero orientale
  - Anthracoceros coronatus (Boddaert, 1783) - bucero coronato
  - Anthracoceros montani (Oustalet, 1880) - bucero di Sulu
  - Anthracoceros malayanus (Raffles, 1822) - bucero nero

- Genere Ocyceros Hume, 1873
  - Ocyceros griseus (Latham, 1790) - bucero grigio del Malabar
  - Ocyceros gingalensis (Shaw, 1812) - bucero grigio di Sri Lanka
  - Ocyceros birostris (Scopoli, 1786) - bucero grigio indiano

- Genere Anorrhinus Reichenbach, 1849
  - Anorrhinus tickelli (Blyth, 1855) - bucero di Tickell
  - Anorrhinus austeni Jerdon, 1872 - bucero di Austen
  - Anorrhinus galeritus (Temminck, 1831) - bucero dalla lunga cresta

- Genere Aceros Hodgson, 1844
  - Aceros nipalensis (Hodgson, 1829) - bucero collorossiccio

- Genere Rhyticeros Reichenbach, 1849
  - Rhyticeros plicatus (J.R.Forster, 1781) - bucero di Blyth
  - Rhyticeros narcondami Hume, 1873 - bucero di Narcondam
  - Rhyticeros undulatus (Shaw, 1812) - bucero ondulato
  - Rhyticeros everetti Rothschild, 1897 - bucero di Everett
  - Rhyticeros subruficollis (Blyth, 1843) - bucero birmano
  - Rhyticeros cassidix (Temminck, 1823) - bucero dal bernoccolo di Sulawesi

- Genere Rhabdotorrhinus A.B.Meyer & Wiglesworth, 1895
  - Rhabdotorrhinus waldeni (Sharpe, 1877) - bucero di Walden
  - Rhabdotorrhinus leucocephalus (Vieillot, 1816) - bucero testabianca
  - Rhabdotorrhinus exarhatus (Temminck, 1823) - bucero di Sulawesi
  - Rhabdotorrhinus corrugatus (Temminck, 1832) - bucero corrugato

- Genere Penelopides Reichenbach, 1849
  - Penelopides manillae (Boddaert, 1783) - bucero di Luzon
  - Penelopides mindorensis Steere, 1890 - bucero di Mindoro
  - Penelopides samarensis Steere, 1890 - bucero di Samar
  - Penelopides panini (Boddaert, 1783) - bucero codarossiccia
  - Penelopides affinis Tweeddale, 1877 - bucero di Mindanao

## Conservazione
Oltre un terzo delle specie di bucerotidi sono in qualche misura minacciate di estinzione, e alcune di esse (p.es. Anthracoceros montani e Rhabdotorrhinus waldeni) sono classificate dalla Lista rossa IUCN come specie in pericolo critico (Critically Endangered).